# Hexatoma artifex
Hexatoma artifex är en tvåvingeart som beskrevs av Alexander 1961. Hexatoma artifex ingår i släktet Hexatoma och familjen småharkrankar. Inga underarter finns listade i Catalogue of Life.